# Neodolichodorus arenarius
Neodolichodorus arenarius är en rundmaskart som först beskrevs av Clark 1963.  Neodolichodorus arenarius ingår i släktet Neodolichodorus och familjen Dolichodoridae. Inga underarter finns listade i Catalogue of Life.